# Mario Magrini
Mario Magrini (Monfalcone, 25 ottobre 1919 – Monfalcone, 1978) è stato un calciatore italiano, di ruolo centrocampista.

## Carriera
In carriera ha totalizzato 179 presenze e 21 reti in Serie A con le maglie di Triestina, Livorno e Lazio, e 24 presenze in Serie B nelle file di Spezia e Monza.